# 부여 임강사지
임강사지(臨江寺址)는 대한민국 충청남도 부여군 부여읍 현북리에 있는 백제의 절 터이다. 1982년 8월 3일 충청남도의 기념물 제34호로 지정되었다.

## 개요
이 곳은 절의 이름이나 유래가 전해지지 않는 백제의 절터로, 마을 이름인 ‘인갱’을 따서 임강사터라 하였다. 지금은 작은 마을이지만 조선시대까지만 해도 역이 설치될 정도로 중요한 곳이었다.
절터는 위와 아래로 구분되며, 앞면 5칸·옆면 4칸의 건물지도 발굴되었다. 출토된 유물로는 연꽃무늬 수막새 기와, 치미조각, 흙으로 만든 불상 조각, 탑의 머리장식 등이다. 주변에서 백제 기와를 굽던 가마터와 조선시대의 분청사기 가마터도 확인되었다.

## 참고 자료
- 임강사지 - 국가유산청 국가유산포털